# Dendrobium speckmaieri
Dendrobium speckmaieri là một loài thực vật có hoa trong họ Lan. Loài này được Fessel & Lückel mô tả khoa học đầu tiên năm 2002.